# Blängsbo Lillesjö
Blängsbo Lillesjö är en sjö i Hylte kommun i Småland och ingår i Nissans huvudavrinningsområde.